# Лосано Диас, Хулио
Хулио Лосано Диас (исп. Julio Lozano Díaz; 27 марта 1885, Тегусигальпа — 20 августа 1957, Майами, США) — политический и государственный деятель Гондураса, занимавший пост президента Гондураса (1954—1956). Вице-президент (1949—1954), дипломат, предприниматель. Член Национальной партии Гондураса.

## Биография
Был квалифицированным бухгалтером, работал в горнодобывающей компании Rosario Mining Company. Позже,  менеджером автотранспортной компании.
В молодости работал в одном из отделений казначейства. Затем стал администратором доходов, таможенным администратором, заместителем, а затем государственным секретарём в управлении финансов и государственных  кредитов. Кроме того, занимал ряд должностей в сфере иностранных дел, внутренних дел, юстиции, здравоохранения и общественного благосостояния, развития, сельского хозяйства и занятости. Дипломат, был послом Гондураса в Вашингтоне.
В 1933 году стал заместителем председателя парламента Гондураса. При президенте Т. Кариасе Андино работал министром экономики и финансов. В 1937—1938 годах — министр иностранных дел Гондураса.
В правительстве Хуана Мануэля Гальвеса (1949–1954) работал его заместителем, министром правительства, финансов, развития, труда и здравоохранения.
На свободных выборах, состоявшихся 10 октября 1954 года победу одержал кандидат от Либеральной партии Рамон Вильеда Моралес, но 5 декабря того же года он был отстранён от должности вице-президентом Хулио Лосано Диасом. Действующий президент Гальвес в это время лечил сердце за границей, но Лосано заявил, что Гальвес ушёл в отставку по состоянию здоровья.
С 5 декабря 1954 по 21 октября 1956 года занимал кресло президента Гондураса 
В конце октября 1956 года отправился в изгнание и вернул пост президента Хуану Мануэлю Гальвесу, который тем временем стал председателем Верховного суда страны.
Умер в Майами от тромбоэмболии.